# ヤスダヨーグルト
ヤスダヨーグルトは、新潟県阿賀野市保田に本社を置き、ヨーグルト等の乳製品の製造・販売を行っている企業およびその商品名。

## 商品
主力のドリンクヨーグルトは地元阿賀野市の生乳を原料としており、甘みと酸味のバランスは二十世紀梨をヒントにしている。新潟空港を訪れる客室乗務員の間で流行になり、関西方面に口コミによって広まったと言われている。
また、製品に使用される苺やブルーベリーは新潟県産のブランド品が使用されている。

### 販売商品

#### 主な乳製品
- ドリンクヨーグルト
- ヤスダヨーグルト脂肪ゼロ
- プレーンヨーグルト
- とろけるヨーグルト
- ヤスダヨーグルトPrime（プリーム）
- フローズンヨーグルト
- フローズンヨーグルトフルーツセレクション
- 発酵バター

#### 美肌商品
- ミルキーボディソープ
- ウォッシングクリームソープ
- ミルキーモイスチャライザー

## 購入

### 直販所
- すべての商品を取り扱っているSHOP
  - Y&Yガーデン　ツリーバザール
- ヨーグルトとアイスの取り扱いをしているSHOP
  - ヤスダヨーグルトショップ新潟駅ビルCoCoLo 南館店
  - ヤスダヨーグルトショップ長岡駅ビルCoCoLo 長岡店
- パンとクッキーの取り扱いをしているSHOP
  - ベーカリー レーチェ
- 焼き菓子の取り扱いをしているSHOP
  - Y&Yガーデン メロディバザール
- この他に、サービスエリアや道の駅、スーパーなどで販売していることもある。

## 企業

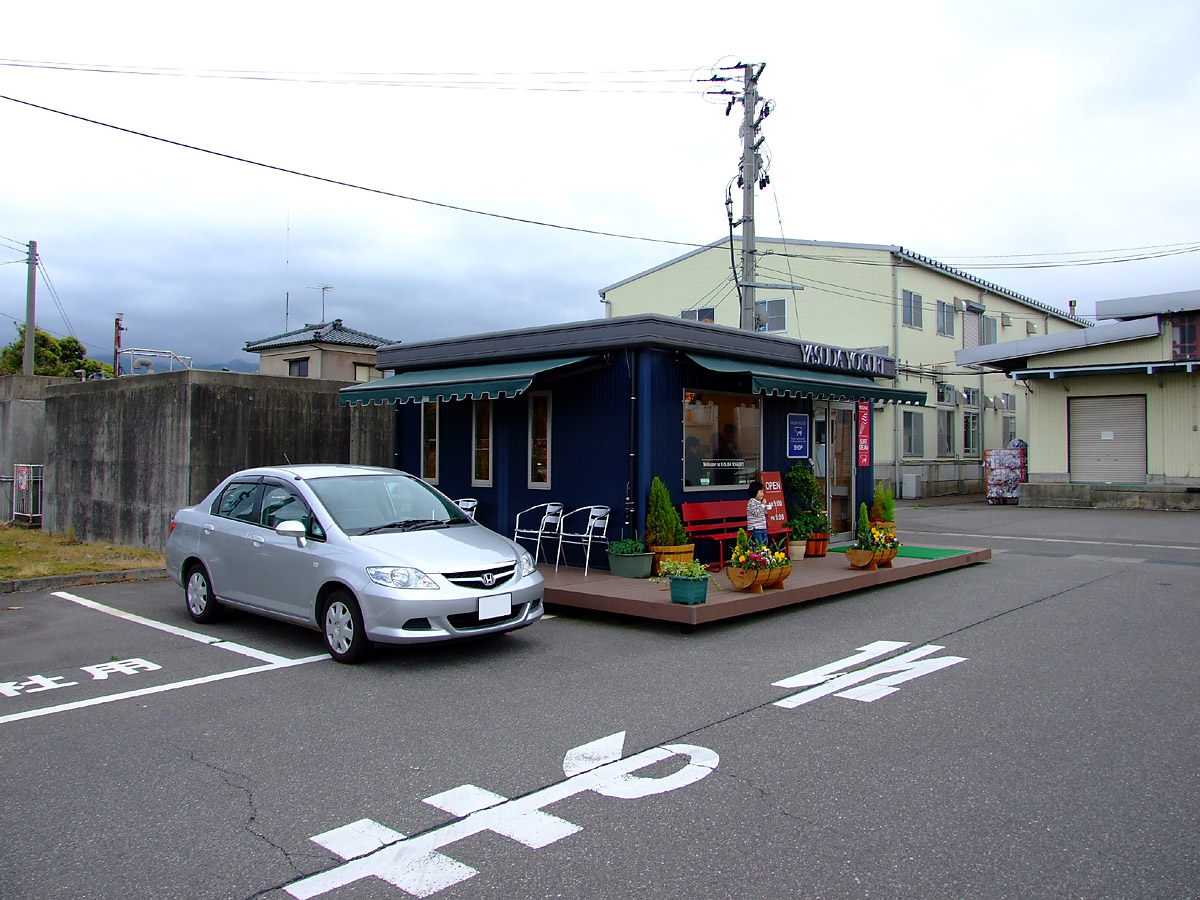
ヤスダヨーグルト・ショップ

- 商号：有限会社ヤスダヨーグルト
- 本社所在地：新潟県阿賀野市保田940
- 資本金：65,000,000円
- 事業内容：乳製品の製造、および、販売

### 沿革
- 1987年（昭和62年）4月 - 酪農家9名により「安田牛乳加工処理組合」を設立 ヤスダヨーグルト販売開始
- 1989年（平成元年）8月 - 有限会社ヤスダヨーグルト改組 資本金252万円（出資者9名）
- 1990年（平成2年）5月 - 資本金549万円に増資
- 1993年（平成5年）6月 - 工場、事務所を現住所地へ移転新築（746.35㎡）
- 1994年（平成6年）10月 - 資本金6,500万円に増資
- 1996年（平成8年）11月 - 第2工場新設（649.44㎡）
- 1998年（平成10年）6月 - 第3工場新設（1,401.90㎡）
- 2001年（平成13年）8月 - 第4工場新設（536.30㎡）
- 2006年（平成18年）7月 - 本社敷地内に直販所をオープン[4]
- 2006年（平成18年）9月 - 特許取得 特許第3849045号 発明の名称「γ-アミノ酪酸の生成方法」
- 2009年（平成21年）1月 - ヤスダヨーグルトSHOP 増築新装OPEN
- 2009年（平成21年）2月 - JR 新潟駅CoCoLo南館にショップ2号店OPEN
- 2011年（平成23年）4月 - JR 新潟駅CoCoLo南館にショップ2号店リニューアルOPEN
- 2011年（平成23年）6月 - ヤスダヨーグルト ワッフルハウス新装OPEN
- 2012年（平成24年）7月 - JR 新潟駅 CoCoLo西 フードコート店 OPEN
- 2013年（平成25年）3月 - JR 長岡駅 CoCoLo長岡店 開店
- 2014年（平成26年）8月 - ヤスダヨーグルトベーカリーLECHE OPEN
- 2015年（平成27年）3月 - 第二事務所 新設
- 2016年（平成28年）3月 - JR 新潟駅 CoCoLo西 フードコート店 閉店
- 2016年（平成28年）7月 - Y&Y GARDEN OPEN[5]（ワッフルハウスY&Y GARDEN 内へ移転リニューアルOPEN）
- 2016年（平成28年）9月 - ISO22000:2005（登録番号JUSE-FS-138）取得 第3工場で製造しているヨーグルト製品の開発・製造
- 2017年（平成29年）2月 - JR 長岡駅 CoCoLo 長岡店 移転リニューアルOPEN
- 2020年（令和2年）5月 - ISO22000：2018（登録番号JUSE-FS-138）取得 乳製品（乳飲料、ヨーグルト、バター、チーズ）の開発・製造
- 2020年（令和2年）7月 - Y&Y GARDEN 敷地内に、三角屋根のメロディバザールOPEN[6]

## 提供番組
現在
- めざましテレビ（NST新潟総合テレビ）
- 開運!なんでも鑑定団（NST新潟総合テレビ）

過去
- ズームイン!!SUPER（テレビ新潟）